# Wolfgang Hanisch
Wolfgang Hanisch, född den 6 maj 1951 i Großkorbetha, Tyskland, är en östtysk friidrottare inom släggkastning.
Han tog OS-brons i spjutkastning vid friidrottstävlingarna 1980 i Moskva. 